# Henri Deledicq
Henri Deledicq (1897-1985) fut, en tant que l'un des secrétaires particuliers du maréchal Foch, un des protagonistes de la signature de l'armistice du 11 novembre 1918 dans la clairière de Rethondes. Sa longévité en fit le dernier témoin oculaire de cet événement historique.
Lors de la signature le maréchal Foch ayant dit que « tout devait être fait rapidement afin d'éviter que le sang d'un soldat ne soit versé inutilement », Henri Deledicq qui tapait, avec Paul Émile Grandchamp, sous sa dictée les conditions de l'armistice, était dans un tel émoi qu'il plaça les carbones à l'envers si bien que les doubles de l'accord de Rethondes, conservés au Musée de la guerre, étaient imprimés recto-verso.

## Biographie
- 3 octobre 1897 : naissance à Lille
- 9 octobre 1914 : à la suite de l'invasion du département du Nord, il part pour Calais où il embarque pour La Rochelle sur un bateau anglais.
- 1917 : incorporé au 39e régiment d'infanterie comme soldat de 2e classe.
- Novembre 1917 : affecté comme secrétaire au Conseil supérieur interallié.
- 26 mars 1918 : affecté au commandement du maréchal Foch
- 7-11 novembre 1918 : sous les ordres du capitaine Mierry, il dactylographie les conditions de la convention d'armistice dans le wagon de l'Armistice situé dans la clairière de Rethondes.
- 1919 : démobilisation, travaille dans la maison de Cognac Bisquit
- 1928 : négociant en vin à Valenciennes